# 3920 Aubignan
A 3920 Aubignan (ideiglenes jelöléssel 1948 WF) egy marsközeli kisbolygó. Sylvain Julien Victor Arend fedezte fel 1948. november 28-án.